# Жарникова, Светлана Васильевна
Светла́на Васи́льевна Жа́рникова (27 декабря 1945, Владивосток — 26 ноября 2015, Санкт-Петербург) — советский и российский этнограф и искусствовед. Кандидат исторических наук. Действительный член Русского географического общества. Сторонница псевдонаучной арктической гипотезы происхождения индоевропейцев («арийцев») и «индоевропейской цивилизации».

## Биография
С 1984 по 1988 годы обучалась в аспирантуре Института этнографии имени Н. Н. Миклухо-Маклая АН СССР, где защитила диссертацию на соискание учёной степени кандидата исторических наук по теме «Архаические мотивы севернорусской орнаментики (к вопросу о возможных праславянско-индоиранских параллелях)» (специальность 07.00.07 — этнография).
В 2001 году стала членом Международного клуба учёных (неакадемическая организация с нестрогими условиями приёма).
В 2003 году переехала из Вологды в Санкт-Петербург, где работала в Комиссии по туризму Русского географического общества.
Скончалась утром 26 ноября 2015 года в кардиологическом центре Алмазова города Санкт-Петербург. Похоронена в Шексне, рядом с супругом — архитектором Германом Ивановичем Виноградовым.

## Идеи
Основной круг интересов C. В. Жарниковой описывался как арктическая прародина индоевропейцев, «ведические истоки» северорусской народной культуры, архаические корни северорусского орнамента, санскритские корни в топо- и гидронимии Русского Севера, обряды и обрядовый фольклор, семантика народного костюма.
Жарникова являлась сторонником арктической гипотезы, не признаваемой наукой. Эта гипотеза была выдвинута в начале XX века индийским мыслителем и радикальным деятелем индийского национального движения Б. Г. Тилаком; имеет своих последователей среди индийских интеллектуалов, теософов и зороастрийцев. Вслед за Н. Р. Гусевой Жарникова развивала идею о близком родстве славянских языков и санскрита и утверждала, что прародина «ариев» лежала на Русском Севере, где, по её мнению, располагалась легендарная гора Меру. Под «ариями» она понимала не только исторических ариев, но индоевропейцев вообще — «арийцев». Подтверждением этой гипотезы Жарникова считала якобы имеющееся особое сходство санскрита с севернорусскими говорами. Она пыталась доказать, что как индоиранцы, так и славяне унаследовали от триполья или ещё от позднепалеолитических предков символ свастики. При помощи санскрита Жарникова объясняла топонимию Русского Севера. Она положительно оценивала популярные любительские экспедиции на север по поиску гиперборейской «арийской» прародины, называя их «научным подвигом».
В 1994 году антисемитское издательство «Витязь» под руководством идеолога радикального национализма и неоязычества Виктора Корчагина на деньги художника Ильи Глазунова, поддерживавшего «арийскую» идею, выпустило сборник «Древность: арьи, славяне», содержащий статьи Гусевой, Жарниковой и ряда других авторов, излагавших «арийскую» идею для широкой аудитории.
Сторонник подлинности «Велесовой книги».

## Критика
Историк Д. С. Логинов отмечает, что утверждения Жарниковой игнорируют развитие языковых систем и противоречат всей совокупности данных современной науки. «Санскритские корни» Жарникова находила даже у названий, имеющих вполне прозрачную прибалтийско-финскую или саамскую этимологию, например Гангозеро (карел. hoanga «развилка» или hanhi «гусь»), ручей Сагарев (карел. и вепс. sagaru «выдра»). Топонимист А. Л. Шилов, критикуя трактовку Жарниковой этимологии гидронимов, происхождение которых ещё не установлено, писал: «…может быть, признание „тёмных“ названий принципиально неопределимыми всё же лучше, чем объявление их санскритскими, как это делается с иными гидронимами Русского Севера — Двина, Сухона, Кубена, Стрига».
Жарникова пользовалась поддержкой академика Б. А. Рыбакова, дававшего положительные рецензии на её работы о приполярной прародине «ариев». Ближе к концу жизни Рыбаков начал открыто пользоваться термином «арийцы».

## Влияние
С 1990-х годов работы Жарниковой получили некоторый резонанс и популярность в псевдонаучных кругах. Идеи Жарниковой, наряду с гипотезой Тилака о приходе индоевропейцев с приполярных территорий, получили распространение в средствах массовой информации, включая такие популярные, как газета «Известия» (1996) и всероссийский телеканал НТВ (программа «Новости» от 9 сентября 1996 года). Гипотеза Жарниковой печаталась в московском академическом журнале «Этнографическое обозрение» (2000). И позднее она регулярно выступала в качестве «эксперта» в телепередачах, посвящённых «Арктической прародине». Жарникова совместно с псевдонаучным деятелем Андреем Тюняевым выступала главным консультантом фильма «Гунны. Русский след» (2012, из документального сериала «Странное дело»), показанного по федеральному телеканалу «РЕН ТВ», в котором говорилось об арктической прародине «великих арийцев» — прямых «предков русских», заселивших Русский Север 70 тысяч лет назад, говоривших на «древнем санскрите» и развивших высокую цивилизацию.
Идеи Жарниковой пользуются популярностью в среде русских националистов, неонацистов и неоязычников. Гипотеза Жарниковой пропагандировались фашистской газетой «Русский реванш» (1996, № 1), нацистской газетой «Земщина» (1995, No 101), расистским журналом «Наследие предков» (1995, № 1) и почвенническим журналом «Наш современник» (1996, № 5). Под влиянием Жарниковой известный неоязыческий писатель Сергей Алексеев выпустил романы «Сокровища Валькирии». Сама Жарникова представлена в романах в качестве женщины, которая нашла на Белом море «Велесову книгу».